# 봉술천하
《봉술천하》는 두야의 신무협 소설 작품으로, 2005년 12월 30일에 1권이 출판되었고, 이듬해인 2006년에 4권으로 마지막으로 출판되어, 총 4권으로 완결되었다. 그리고 현재는 절판이 된 상태이다.

## 작품 개요
소림의 삼대제자인 '현광'이 자신이 만든 봉술을 사용해, 무림에서 일어나는 일들을 해결해 가며 천하제일의 무술가가 되는 이야기를 담고 있는 소설이다.

## 등장인물
현광
본 작품의 주인공. 본명은 '정무영'. 아버지는 정천대장군부의 수장이자 대장군인 '정군악'이고, 어머니는 '설향(본명:난희)'라고 불린 기생.
어렸을 때, 그는 어머니가 돌아가신 이후 거지 생활을 하다 굶주림을 해결하고자 소림에 입문을 한다. 그리고 그 안에서 무술의 참맛을 느끼고 무술에 정진한다. 하지만 많은 이들이 그의 근골 및 자질이 부족해 상급 수준의 무공은 익히지 못 할 거라고 여겼다. 하지만 본인의 의지와 인내 및 노력과 뛰어난 머리로, 소림의 기본 권법인 '나한권'과 '금강권', 그리고 우연찮게 얻은 비급서로 익힌, '달마역근세수진경', '소림오권', '금강불역경'을 모두 익혀, 권법의 달인이 된다.(하지만 그는 다른 사람들로부터 외면을 받았기 때문에, 그가 뛰어난 무공을 가지게 되었음을 나중에서야 사람들이 알게 되었다.)그리고 자신이 익힌 권법을 토대로 하여 자신만의 무술인 '도막사라봉'과 '경찰봉법'을 개발해 낸다.(그가 봉술을 익힌 것은 자신이 우연찮게 얻은 그 비급서를 어떻게 익혔는지를 숨기기 위해, 자신은 봉술을 익혔다고 둘러댄 것이 원인이었다고 함.)
그 후 서른의 나이로, 소림의 위몀을 다시 한 번 찾아달라는 윗 분들의 부탁과 그 자신의 소망으로, 무림으로 나오게 된다. 그 후 그는 무림에서 자신의 봉술을 사용해 여러 활약을 하였고, 그의 무공 솜씨가 무림의 십육존자에 버금갈 정도로 대단하다고 전해진다. 그 후 그는 무림에서 '무적신봉(無敵神棒)', '봉천왕(棒天王)'으로 불리게 되고 '혈천교'와의 전투에서 큰 공을 세워, 후에 '무황(武皇)'으로 추대받게 된다.
조금 오만하고 경박한 언행을 가졌지만, 배려심 있고 책임감이 강한 성격인 듯. 그리고 소림에 오랜 세월을 보낸 탓인지 여자에 대한 것에 둔감하고 무지한 편.
외모는 중국 고전의 미남인 '송옥'과 '반안'과 준할 정도로 상당히 잘 생겼다고 한다.(하지만, 본인은 자신의 외모에 그리 큰 신경을 쓰지 않음.)
제갈혜란
무림맹에서 군사직을 맡고 있는 젊은 여인. 별호는 '지화'로, '천상칠화' 중 한 명. 무림맹의 전대 군사인 '제강천악'의 손녀.
나이는 19세 밖에 되지 않았지만, '무림맹'의 조직의 군사직을 맡을 만큼 지략과 혜지(慧智)가 매우 뛰어남. 그러면서 도도하고 냉소적인 성격을 지님.
사도련의 무리들로부터 위기에 처했을 때, 마침 길을 잃고 혜매고 있는 현광에게 우연찮게 도움을 받는다. 그 후 처음엔 그의 위력적인 봉술 실력을 보고 그를 무림맹에 끌어들이려고 노력한다. 그리고 친구인 기녀'아라연'에게 부탁해 그의 오만하고 높은 콧대를 꺾으려고 꾀를 쓰기도 한다. 그러나 나중엔 그의 외모와, 오만하지만 자신에게 치근대지 않고, 또한 든든하게 느껴지는 모습, 그리고 그의 무공에 반하게 된다. 그리고 이언걸의 계략에 걸려 자신에게 위기가 찾아왔을 때, 그리고 현광이 자신이 구해준 일을 계기로 그에게 더욱 연정을 갖게 된다. 그러다 모용혜의 실수가 빚어낸 엄청난 대형 사고(?)로 인해, 현광과 혼인을 하게 된다.
모용성혁
모용세가의 장남이자 차기가주. 구룡칠봉 중 한 명. 별호는 '창파권룡'.(원래 모용세가는 검을 주로 사용하지만, 그는 다른 모용세가의 일원들과 달리, 권법을 익힘.)
제갈혜란을 짝사랑하여 현광에게 싸움을 신청했다가, 현광의 무지막지한 무공에 패한다. 이후 자신에게 친절하게 조언해주는 그를 형님으로 모시게 되고, 그에게 권법을 제대로 가르침을 받는다. 그리고 이후 그에게 여러 정보들을 알려주기도 하며, 그와 함께 무림에서 일어나는 일들을 해결하러 다닌다.
그의 동생인 '모용혜'를 약간 두려워 한다. 그 이유는 모용혜가 어렸을 때, 자기한테 짓궃은 짓을 많이 해서 그런 거라고 한다. 하지만 그러면서도 자신의 동생이 무림에서 활동할 때, 무시당하지 않게 기반을 닦아주려고 열심히 무공 연마에 힘썼을 정도로, 한편으로는 동생을 매우 아끼고 사랑하는 면을 가지곤 있다.
모용혜
모용성혁의 동생. 별호는 '성화'로, '천상칠화' 중 한 명.
외모와 무술 솜씨 모두 대단하지만, 약간 공주병 기질을 가지고 있고 까칠하고 오만한 성격을 지님.
무림맹에 가서 돌아오지 않는 오빠 모용성혁을 데리러 무림맹에 왔다가 현광과 만나게 됨. 처음엔 현광의 오만해 보이는 태도와 자신의 오빠를 가볍게 제압하는 모습에 화가 나서, 그와 언쟁을 벌였으나 현광의 기싸움에 현광이 뿜은 무형지기에 기절해 버린다. 그러다 그녀 역시 현광의 외모와 의외의 마음 씀씀이에 반해, 그를 좋아하게 된다. 그리고 특히, '제갈혜란'과는 현광을 두고 신경전을 벌이곤 했다. 그러다 자신의 실수가 빚어낸 엄청난 대형 사고(?)로 인해, 현광과 혼인을 맺게 된다.
이언걸
십육존자 무적검황 '백무양'의 셋째 제자. 운남성에서 일어난 사건을 조사하기 위해 온 무림맹 무리들이 정체 모를 괴무리들에게 습격을 당했을 때, 나타나 제갈혜란과 무림맹 무리들을 구해주고 치료도 해준다. 보기에는 매우 선량한 무림인으로 보이나, 사실 그는 제갈혜란을 얻기 위해, 자신의 무리들 중 일부를 괴무리로 변장시켜 무림맹 무리들을 습격하고 자신이 구해주는 척을 하는 등 그가 얻고자 하는 것을 얻기 위해 간계를 쓰는, 매우 간사한 인물이다. 더군다나 그는 '혈천교'의 일원으로, 혈천교의 부흥을 위해서 거짓 신분으로 무왕성에 들어와 백무양의 제자가 되었다고 함. 그리고 무왕성의 무리들을 자신의 혈천교 무리들로 채우거나 자신의 편으로 만든다. 그리고 결국엔 반란을 일으키고 자신의 스승인 백무양을 죽인다.
벽선 공주
대명제국의 황제인 '성한제'의 막내딸로, 본명은 '주연리'.
7살에 황제를 따라 소림사를 방문했다가, 18세의 현광과 만나게 되었고, 그의 놀라운 무공 실력과 그의 외모에 감명하면서 그에게 연심을 품게 된다. 이후 그녀는 아름다움과 현명함을 모두 갖춘 여인으로 성장하고, 비파나 금을 타는 솜씨와 그녀의 무공 실력 또한 뛰어나다고 함.
그러다 19살이 된 그녀는 황제인 성화제에게 중원을 감찰하고 오겠다고 청해, 중원으로 나와서 자신의 임무를 수행하다가 현광과 재회하고 그의 더 잘 생겨진 외모에 다시 한 번 반한다.
그 후 현광이 무림맹 일로 북경을 찾아왔을 때, 또다시 재회를 하고 현광이 황제를 만날 수 있게 도와 준다. 그리고 나중에 술에 취한 현광과 정을 통하여, 그의 정실부인이 된다.
백설향
십육존자 무적검황 '백무양'의 딸. 별호는 '무화'로, '천상칠화' 중 한 명.
무왕성이 이언걸과 혈천교 무리들에게 정복당할 위기에 처하자, 아버지 백무양의 명령으로 그의 나머지 제자와 몇몇 충신들과 같이 무왕성을 탈출한다. 이후 계속 혈천교 무리들에게 공격을 당해 죽음의 위기를 맞았을 때, 그녀의 무리를 찾으러 온 현광에 의해, 구출된다. 이후 그녀 역시 그의 성격과 무공 및 그의 외모에 반해 버림. 그러다 모용혜의 실수가 빚어낸 엄청난 대형 사고(?)로 인해, 현광과 혼인을 하게 된다.
무공 실력은 자세히 나오지 않았지만 '구룡칠봉'에 속하는 걸 보면, 상당한 고수인 듯.
당연화
십육존자 당한수의 손녀. 별호는 '독화'로 '천상칠화' 중 한 명.
그녀는 강하면서 젋고 잘 생긴 무림인을 자신의 짝이라고 생각하고 있었다. 그러던 중 현광을 만나게 되었고, 그가 그녀가 원하던 조건들에 모두 만족해, 그에게 호감을 갖는다. 그 후 그와 반강제적(?)으로 정을 통하여 그의 부인이 된다.
무공 실력은 자세히 나오지 않았지만 '구룡칠봉'에 속하는 거 보면, 상당한 실력자인 듯.
강냉이
혈천교의 교주. 혈천교 내부에선 '천주'라고 불림. 십육존자 중 한 명으로, 별호는 '혈마', '혈천신마'.
자신의 무력을 무림에 보여주려는 목적과 혈천교의 부흥을 위해, 무왕성을 무너뜨리고 천마교까지 위협을 가하고 더 나아가 무림을 제패하려고 한다. 그러다 나중에 현광과 일대일 대결을 하게 되며, 그와 거의 호각으로 싸우다 현광의 최후의 초식인 '멸치'를 맞고 사라진다.
초인상
'무한권왕'이라는 별호를 가진, 무왕성의 호법인 고수. 아라연의 부탁으로, 현광과 대련을 한다. 그러나 그의 예상과 달리, 현광이 자신과 거의 대등하게 싸울 정도로 강했고, 결국 중상을 입은 채 비긴 걸로 처리됨.
그 후 무왕성이 이언걸의 흉계에 넘어가고 백무양도 그들에게 죽임을 당하는 사태가 발생하자, 그는 현광과 함께, 무왕성을 탈출한 백설향 무리들을 찾으러 활동을 같이 한다.
모용찬
현 모용세가 가주의 동생이자, 모용성혁 모용혜 남매의 숙부.
무림에선 '무광', '은하성광'이라 불리는, 상당한 실력의 고수로, 거기에 성품도 뛰어나고 머리도 뛰어나고, 강인한 정신의 소유자라 함.
운남성 사건 때 파견된 무림맹 무사들이 무왕성에서 그들을 감금되었다고 생각한, 무림맹의 지시로 몇몇 무사들과 함께 이언걸 세력을 찾아간다. 그렇지만 오히려 그들에게 붙잡혀 온갖 호된 고문을 당하게 된다. 그 후 자신들을 구하러 온 현광과 무림맹 무사들에 의해, 구출됨.
연가희
북해궁의 문하(제자)이자 소궁주로, 상당한 미모의 소유자. 하지만 아쉽게도 세상에 잘 알려지지 않는 탓에 '천상칠화(天上七花)'에 들지는 못 했다고 함. 그래도 무공은 백설향과 견줄만하고, 총명함과 슬기는 제갈혜란과 비슷하다고 함.
제갈혜란과 같이 무림맹으로 향하던 도중, 사도련의 무리들에게 위기를 처했을 때, 구해준 '현광'에게 호기심을 갖게 됨.(하지만 이후 그녀는 더 이상 등장하지 않음.)
아라연
제가혜란의 친구이자, 주루 '하이루'의 주인. 제갈혜란의 부탁으로, 현광의 콧대를 꺾어주려고 함. 그래서 자신의 주루를 자주 찾는 '초인상'에게 현광의 무공을 시험해 봐달라고 부탁한다. 그러나 그녀 역시 그의 미모에 넋이 나가 버리고, 나중엔 초인상과 현광의 싸움을 말리려고 함.
태검자
점창파의 원로로, 점창산에서 40년간 은둔 생활을 함. 현광이 점창산에 올라왔다가, 그를 통해 자신의 문파가 피해를 입었다는 소식을 듣게 된다. 그 후 점창파로 내려와 점창파를 지킴.
유송
현광이 달마동에서 만난 고승. 상당한 무공과 말솜씨(?)를 가진 인물로, 소림에선 꽤 영향력 있는 원로급 승려. 나이가 백삽십 세 정도로, 엄청난 나이에 비해 언행이 장난기 많고 조금 경박해 보이곤 한다.
우연히 달마동을 찾아 온 현광의 무공 솜씨에 감복해, 그의 스승 아닌 스승으로서 그의 무공을 다듬어 주고, 무공에 대한 조언을 해준다.

## 용어 설명
도막사라봉(道幕獅羅棒)
현광이 만들어 낸, 봉술들 중 봉을 이용한 방어초식. 총 5개의 초식으로 이루어짐. '길을 막아 사자를 제압한다'는 의미를 지님.
- 제1초식 - 무한방어(無限防禦)
- 제2초식 - 용비불배(龍飛不敗)
- 제3초식 - 평형봉(平形棒)
- 제4초식 - 수능만점(守能萬占)
- 제5초식 - 래인보우(來引報旴)

경찰봉법(炅刹棒法)
현광이 만들어 낸, 봉술들 중 봉을 이용한 공격초식. 총 8개의 초식으로 이루어짐. '빛날 정도로 빠르게 봉을 쓰는 봉법'이라는 의미를 지님.
- 제1초식 - 일절광타(一絶狂打)
- 제2초식 - 태풍발생(太風發生)
- 제3초식 - 야마토건(惹魔討建)
- 제4초식 - 음양타(陰陽打)
- 제5초식 - 인생역전(絪生逆戰)
- 제6초식 - 회전목마(回電牧魔)
- 제7초식 - 천진난만(千陣難萬)
- 제8초식 - 멸치(滅治)

십육존자
무림에서 강한 16명의 초절정 고수. '일황쌍제쌍마삼존삼괴오왕'으로 분류되며, '오강'과 '삼중', '팔약'으로 사람들이 인식한다고 함.
(*책에선, 그들의 대부분 나와 있음.)
- 백무양 - '무황', '무적검황'이라고 불림. 무왕성의 성주.
- 하일성 - '도제', '일도단천'이라고 불림.
- 조금만 - '마제', '천극마제'라고 불림. 마교 소속.
- 강냉이 - '혈마', '혈천신마'라고 불림. 혈천교의 교주.
- 한가해 - '검마', '탈혼검마'라고 불림. 마교의 대호법
- 송진 - '검존', '태극검존'이라 불림. 무당 소속. 유송의 벗.
- 양택조 - '일존', '일성마존'이라고 불림. 사도련 소속.
- 화근해 - '이존', '태양성존'이라고 불림. 마교의 장로원주.
- 도시락 - '구걸괴'라고 불림. 개방의 전대 문주.
- 적노호 - '생사괴'라고 불림.
- 하후철 - '뇌정도왕'이라고 불림, 벽력문의 문주.
- 남궁제원 - '검왕', '창극검왕'이라고 불림. 남궁세가 소속.
- 초인상 - '무한권왕'이라고 불림. 무왕성의 호법.
- 양치기 - '만원창왕'라고 불림.
- 당한수 - '암왕', '만능암왕'이라고 불림.

천상칠화(天上七花)
무림 내의 절세미인 7명을 통틀어 부르는 말로, '천상칠화'라는 말은 천상의 아름다운 7명의 선녀들을 가리켜 부르는, '칠대선녀'에서 따옴.
- 지화(智花) - 제갈혜란. 무림맹의 군사
- 성화(聖花) - 모용혜. 백무양의 딸
- 무화(武花) - 백설향. 모용성혁의 여동생.
- 독화(毒花) 또는 암화(暗花) - 당연화. 당한수의 손녀.
- 검화(劍花) - 조수연. 마교의 소교주 '조금해'의 동생.
- 마화(魔花) - 한유설. 마교주의 딸.
- 빙화(氷花) - 설숙정. 북해빙국 소속.

구룡칠봉(九龍七鳳)
무림의 16명의 후기지수들을 지칭하는 용어.
▶구룡
- 광료 - 소림 소속. '소림신권', '십절대권'이라고 불림.
- 유리 - 무당 소속. '유운신룡'이라 불림.
- 진극 - 화산파 소속. '칠지신룡'이라 불림.
-  ? - 무영신룡
- 태정 - 곤륜파 소속. '현음신룡'이라 불림.
- 남궁성 - 남궁세가 소속. '창궁신룡'이라 불림.
- 모용성혁 - 모용세가 소속. '창파권룡'이라 불림.
- 위군악 - 무림맹 소속.'일검승룡'이라 불림.
- 유원익 - '대하신룡'이라 불림.

▶칠봉
(*책에선, 총 2명만 언급됨.)
- 백설향
- 당연화